# Przystajnia-Kolonia
Przystajnia-Kolonia est une localité polonaise de la gmina de Brzeziny, située dans le powiat de Kalisz en voïvodie de Grande-Pologne.